# Бронеавтомобіль

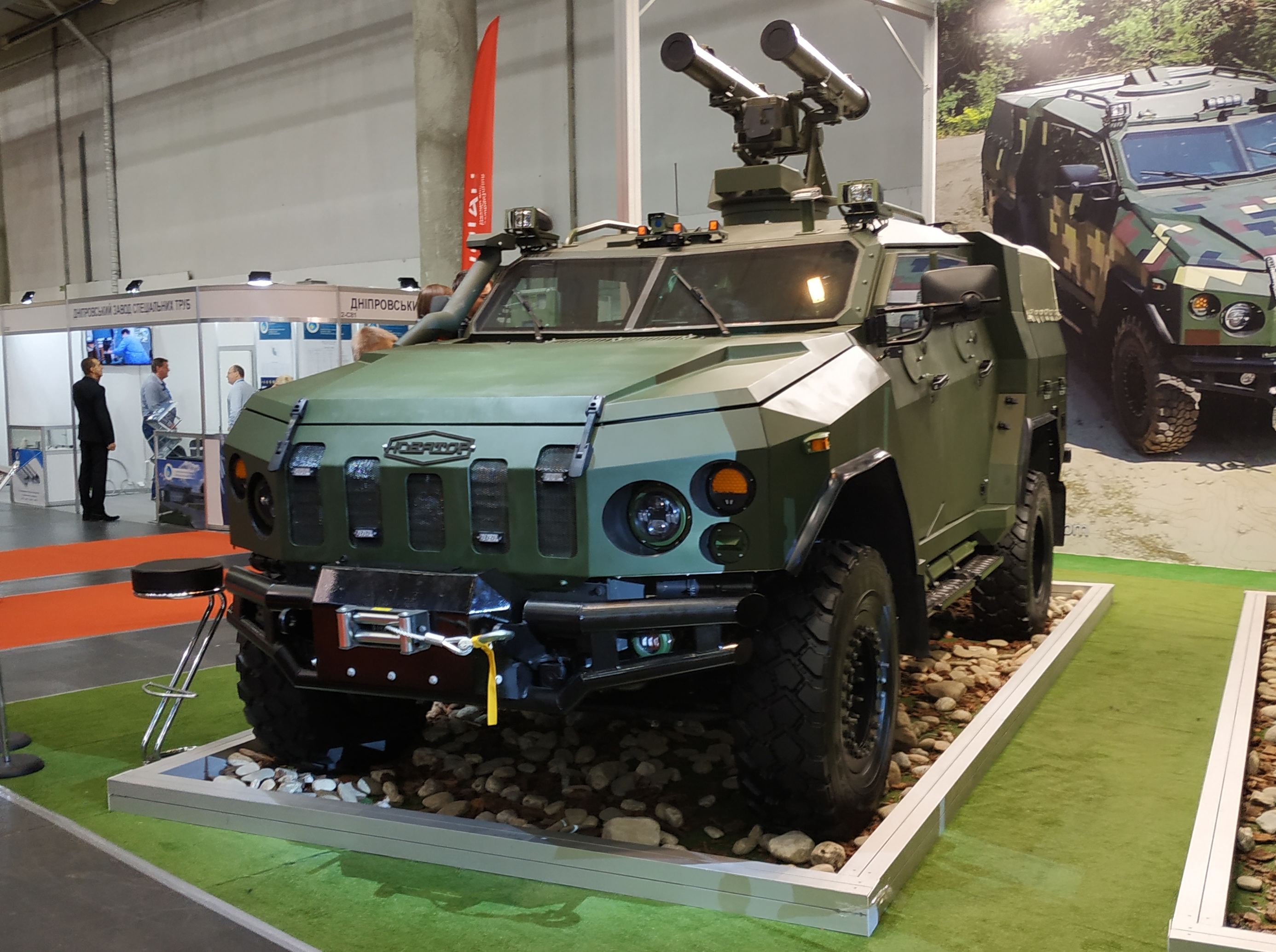
Сучасний український бронеавтомобіль «Новатор» з ПТРК

Бронеавтомобі́ль, броньови́к, також па́нцирник, па́нцерник, автопа́нцерник — колісна броньована машина. 
Історично перейняли на себе роль легкої кінноти. До та під час Другої світової легкі бронеавтомобілі зазвичай призначались для розвідки, в той час, як більш броньовані та озброєні виконували безпосередньо вогневі задачі. Після ДСВ бронеавтомобілі часто випускаються як універсальні платформи, що можуть виконувати величезний спектр задач, виступаючи в ролі БТР, самохідних ПТРК, самохідних командних пунктів чи засобів РЕБ, пускових платформ для БПЛА тощо, тому класифікація таких машин часто є складною.

## Класифікація
Визначення поняття може ускладнюватись деякими особливостями:
- Бронеавтомобіль може нести важке озброєння (танкові та автоматичні гармати, ПТРК тощо) та призначатись як для знищення техніки ворога або вогневої підтримки (Sd.Kfz. 234, бронеавтомобілі з бойовими модулями), так і для перевезення особового складу (MaxxPro, Варта).
- Бронеавтомобіль необов'язково будується на базі автомобіля, а може бути самостійним шасі (Sd.Kfz. 234, FV721 Fox). А деякі бронемашини, що використовують автомобільне шасі, бронеавтомобілями називати не прийнято (БТР-152).
- Бронеавтомобіль необов'язково схожий на класичний автомобіль за компонуванням та може мати довільну кількість осей (Sd.Kfz. 234, FV721 Fox).

Часто броньовану колісну техніку називають відповідно до їх прямих задач: БТР, якщо машина призначена для транспортування; колісна БМП, якщо машина призначена для вогневої підтримки (тому БТР-4 та подібні часто відносять як до БТР, так і до БМП, через потужне озброєння); САУ, БРМ, машина РЕБ, командна машина, самохідний ПТРК, ЗРК тощо. В українських медіа вживається термін СБА (спеціальний броньований автомобіль) на позначення універсальних броньованих автомобілів-платформ, що можуть оснащуватись різним обладнанням: бойові модулі, ПТРК, міномети, засоби РЕБ, пускові установки БПЛА тощо. Також на їх позначення використовують загальну абревіатуру ББКМ (бойова броньована колісна машина). 
В англомовних джерелах теж немає консенсусу щодо терміну armored car. Наприклад, ним часто називають великі ББКМ на тих самих шасі, що й бронетранспортери, що несуть довгоствольні танкові гармати (M1128 Stryker, Rooikat). Для більшої точності було виокремлено нові типи колісних броньованих машин: IMV (англ. infantry mobility vehicle — машина мобільності піхоти), який означає легкоброньований автомобіль з протимінним захистом та MRAP (англ. mine-resistant ambush-protected — [машина] з захистом від мін та засідок). 
Для важких колісних бронемашин з потужним озброєнням іноді використовують термін колісний танк. Зазвичай це стосується машин з важкими гарматами (M1128 Stryker, Centauro B1). Ці машини є в певному сенсі послідовниками важких гарматних броньовиків ДСВ. 
Кустарне бронювання автомобілів зазвичай перетворює їх на гантраки або технічки (але останні зазвичай не бронюються). ІД також використовувала імпровізовані броньовані «шахідмобілі» (або AVBIED) на базі цивільних та військових автівок. 

## Історія

### Передісторія
Чеські гусити (1420-ті роки) використовували вози з захистом від стріл та болтів, через бійниці яких вели вогонь із вогнепальної зброї, що давало їм значну перевагу на полі бою. Часто вози збирались в рухомі фортеці для захисту від кінноти.
З появою парового двигуна були спроби створення броньованих облогових машин на паровій тязі, однак, їх бойового застосування не було. Такі події описуються хіба що в фантастичному оповіданні Г. Веллса «Земля броненосців».

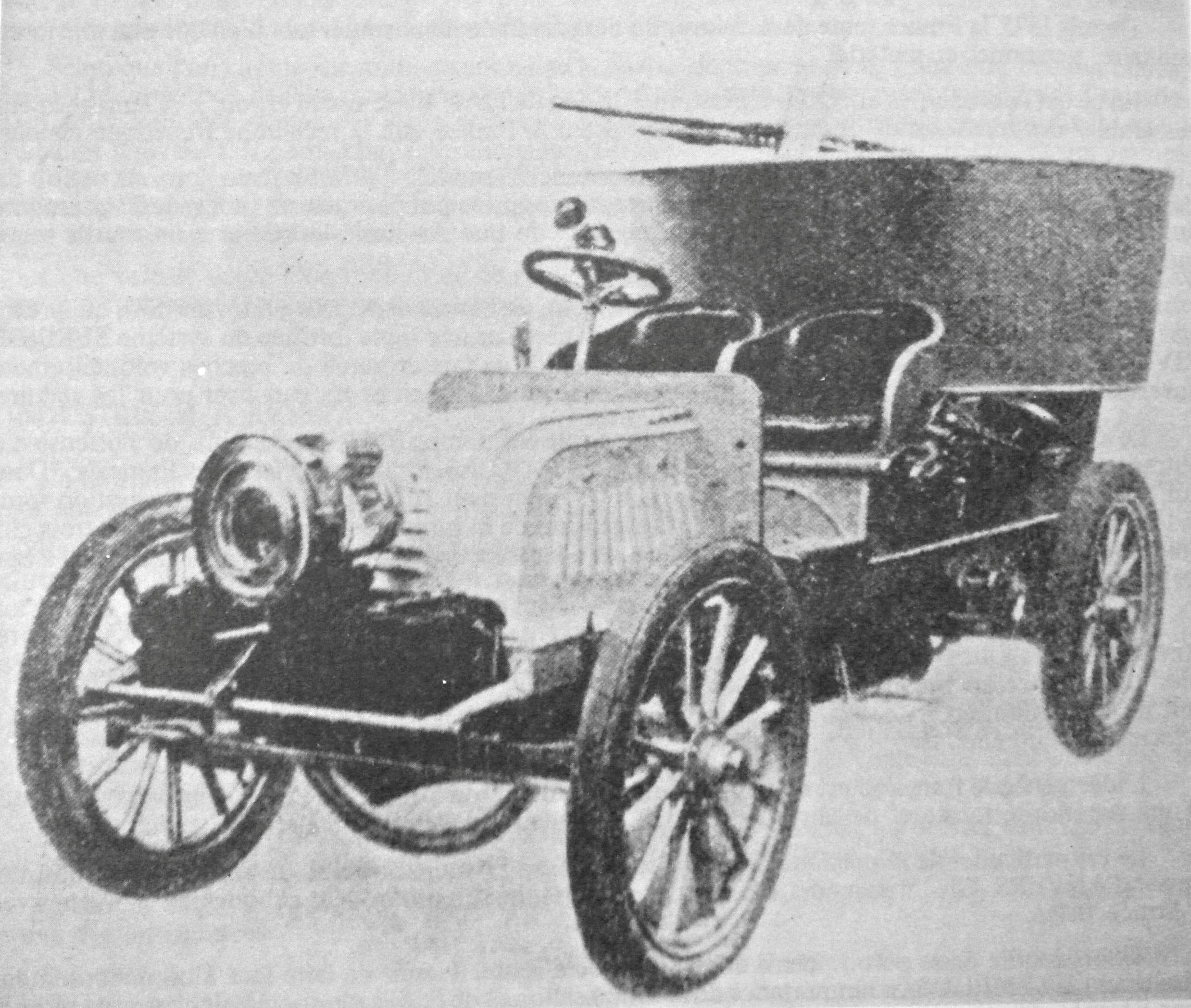
Charron modèle 1902

### Перші озброєні автомобілі
1898 року британський інженер Фредерік Сіммс сконструював першу в історії озброєну машину Motor Scout, що мала кулемет Максима та бронещиток перед ним.
Після цього, 1901 року, було створено Davidson Automobile Battery: паровий автомобіль з кулеметом M1895 та протикульовою бронею.
Першими панцирними автомобілями вважають французький Charron modèle 1902 та британський Motor War Car, які презентували 1902 року. А одними з перших повноцінних бронеавтомобілів став австро-угорський Austro-Daimler Panzerwagen, побудований в 1904 році. Він мав уже захист і водія, і стрілецького відділення, представленого півсферичною баштою з кулеметом.

Під час Італо-Турецької війни (1911–1912) бронеавтомобілі використовувались італійцями.

Броньовик Остін 3-ї серії, армії УНР